# 2000 SS331
2000 SS331, também escrito como 2000 SS331, é um objeto transnetuniano que possui uma magnitude absoluta (H) de 9,5 e, tem um diâmetro estimado de cerca de 55 km.

## Descoberta
2000 SS331 foi descoberto no dia 23 de setembro de 2000 pelo astrônomo B. Gladman.

## Órbita
A órbita de 2000 SS331 tem uma excentricidade de 0,521 e possui um semieixo maior de 63,683 UA. O seu periélio leva o mesmo a uma distância de 30,481 UA em relação ao Sol e seu afélio a 96,885 UA.